# La Tortura
La Tortura (spanisch für „Die Folter“) ist ein Latin Pop-Reggaeton-Lied der kolumbianischen Sängerin Shakira aus dem Jahr 2005, im Duett mit Alejandro Sanz.

## Entstehung und Veröffentlichung
Das Lied wurde von der Interpretin selbst, zusammen mit Luis F. Ochoa, geschrieben beziehungsweise komponiert. Shakira zeichnete darüber hinaus mit Lester Mendez für die Produktion verantwortlich.
Die Erstveröffentlichung von La Tortura erfolgte als Airplay am 11. April 2005. Einen Tag später folgte die Singleveröffentlichung als digitaler Einzeltrack zum Download bei Epic Records. In Deutschland erschien zudem eine physische CD-Maxi-Single am 17. Mai 2005. Diese erschien als 2-Track-Single (Katalognummer: 675 933 1) mit einem Remix sowie als 3-Track-Single (Katalognummer: 675 933 2), die um eine akustische Darbietung von La pared als B-Seite ergänzt wurde. Am 3. Juni 2005 erschien La Tortura als Teil von Shakiras sechstem Studioalbum Fijación oral vol. 1.

## Musikvideo
Die Regie zum Musikvideo zu La Tortura führte Michael Haussman, das Musikvideo hat folgenden Inhalt: Sanz spioniert Shakira von der Wohnung seiner neuen Freundin aus, während sie durch die Straßen läuft. Shakiras Wohnung liegt gegenüber der Wohnung von Sanz’ Freundin. Als Shakira in ihre Wohnung geht, wechselt sie ihre Outfits. Seit diesem Augenblick erinnert sich Sanz an seine Beziehung mit Shakira zurück. Anschließend tanzt Shakira in ihrer Wohnung. Die Choreographien für das Musikvideo stammen von Jamie King und Shakira selbst.
Das Musikvideo zu La Tortura wurde bei den MTV Video Music Awards 2005 für drei Preise nominiert. Während der Gala stellte Shakira das Lied live mit Sanz vor. Es war das erste Mal, dass bei den MTV-Awards ein Lied nicht auf Englisch gesungen wurde. Außerdem war das Musikvideo zu La Tortura das erste Latin-Video auf Spanisch überhaupt, das für MTV-Awards nominiert wurde.

## Preise
2005 NRJ Awards
- International Song of the Year

2005 Billboard Music Awards
- Hot Latin Song of the Year

2005 Latin Billboard Music Awards
- Song of the Year
- Song of the Year, Vocal Duet
- Ringtone of the Year

## Kommerzieller Erfolg

### Chartplatzierungen
| ChartsChartplatzierungen       | Höchstplatzierung | Wochen |
| ------------------------------ | ----------------- | ------ |
| Deutschland (GfK)              | 4 (24 Wo.)        | 24     |
| Österreich (Ö3)                | 3 (27 Wo.)        | 27     |
| Schweiz (IFPI)                 | 2 (37 Wo.)        | 37     |
| Spanien (Promusicae)           | 1 (19 Wo.)        | 19     |
| Vereinigte Staaten (Billboard) | 23 (31 Wo.)       | 31     |

| ChartsJahrescharts (2005)      | Platzierung |
| ------------------------------ | ----------- |
| Deutschland (GfK)              | 24          |
| Österreich (Ö3)                | 14          |
| Schweiz (IFPI)                 | 3           |
| Spanien (Promusicae)           | 4           |
| Vereinigte Staaten (Billboard) | 60          |

### Auszeichnungen für Musikverkäufe
La Tortura erhielt weltweit je sechs Goldene und Platin-Schallplatten sowie dreimal Diamant für über 3,3 Millionen verkaufte Einheiten. Quellen zufolge soll es sich über fünf Millionen Mal verkauft haben, womit es zu einem der meistverkauften spanischsprachigen Titel der 2000er-Jahre zählt.
| Land/Region               | Auszeichnungen für Musikverkäufe (Land/Region, Auszeichnung, Verkäufe) | Verkäufe    |
| ------------------------- | ---------------------------------------------------------------------- | ----------- |
| Brasilien (PMB)           | Platin                                                                 | 60.000      |
| Dänemark (IFPI)           | Gold                                                                   | 7.500       |
| Deutschland (BVMI)        | Gold                                                                   | 150.000     |
| Italien (FIMI)            | Gold                                                                   | 25.000      |
| Kanada (MC)               | Platin                                                                 | 80.000      |
| Mexiko (AMPROFON)         | 2× Diamant · + Platin (Single) · + Gold (Ringtone)                     | 670.000     |
| Österreich (IFPI)         | Gold                                                                   | 15.000      |
| Schweiz (IFPI)            | Gold                                                                   | 15.000      |
| Spanien (Promusicae)      | 2× Platin                                                              | 120.000     |
| Vereinigte Staaten (RIAA) | Platin (Mastertone)                                                    | (1.000.000) |
| Vereinigte Staaten (RIAA) | 32× Platin (Latin)                                                     | 1.920.000   |
| Insgesamt                 | 6× Gold · 8× Platin · 5× Diamant ·                                     | 3.062.500   |

Hauptartikel: Shakira/Auszeichnungen für Musikverkäufe